# Naima Bakal
Naima Bakal –en árabe, نعيمة بقال– (nacida el 28 de agosto de 1990) es una deportista marroquí que compitió en taekwondo. Ganó dos medallas de plata en el Campeonato Africano de Taekwondo en los años 2009 y 2016.

## Palmarés internacional
| Campeonato Africano | Campeonato Africano  | Campeonato Africano | Campeonato Africano |
| Año                 | Lugar                | Medalla             | Categoría           |
| ------------------- | -------------------- | ------------------- | ------------------- |
| 2009                | Yaundé (Camerún)     | Medalla de plata    | –62 kg              |
| 2016                | Puerto Saíd (Egipto) | Medalla de plata    | –53 kg              |